# ایگور دی سوزا
ایگور دی سوزا (به پرتغالی: Igor de Souza Fonseca) مهاجم اهل برزیل است که در شهر ماسیو و در تاریخ ۱۹ فوریهٔ ۱۹۸۰ به دنیا آمده‌است.
ایگور دی سوزا در تیم‌های فوتبال Maia سابقهٔ حضور دارد.